# 金沢市立泉小学校
金沢市立泉小学校（かなざわしりついずみしょうがっこう、英語: Kanazawa Municipal Izumi Elementary School）は、石川県金沢市弥生1丁目に所在する公立小学校。

## 沿革
《主要な出典：》
- 2014年（平成26年）
  - 4月1日 - 金沢市立弥生小学校と金沢市立野町小学校が統合して設立。野町3丁目11番1号に校舎を置く[6]（旧野町校舎）。同年5月1日の児童数：547人[6]。
  - 4月4日 - 開校記念式典挙行[7]。
- 2015年（平成27年）10月 - 第一回自主公開研究発表会。
- 2016年（平成28年）
  - 10月11日 - 校舎建設起工式[7]（泉中学校との一体型校舎[8]）。
  - 11月 - 第二回自主公開研究発表会。
- 2017年（平成29年）
  - 4月 - 新校舎完成に伴い、旧野町校舎より移転。所在地：金沢市弥生1丁目26番1号（現在地）。
  - 4月23日 - 竣工記念式挙行[7]。
- 2022年（令和04年）3月9日 - グラウンド整備工事完了[7]。
- 2023年（令和05年）6月24日 - 開校10周年記念式典を挙行[9]。

## 校規
服装は標準服の着用が求められている。

## 児童・教職員数
2024年5月時点、児童数は597人、教職員は33人である。

## 学校行事

### 1学期
- 4月 - 入学式・1学期始業式・新任式・1年生をむかえる会
- 5月 - 春の遠足・運動会
- 6月 -
- 7月 - 1学期終業式
- 8月 - サマースクール

### 2学期
- 9月 - 2学期始業式
- 10月 - いずみフェスタ
- 11月 -
- 12月 - 2学期終業式

### 3学期
- 1月 - 3学期始業式・書きぞめ会
- 2月 - 6年生を送る会
- 3月 - 感謝の会・卒業式・3学期終業式・離任式

## 交通
鉄道
北陸鉄道石川線 野町駅より徒歩10分。
バス
北鉄バス 野町バス停より徒歩5分。